# Columellia lucida
Columellia lucida är en tvåhjärtbladig växtart som beskrevs av Paul Auguste Danguy och Cherm. Columellia lucida ingår i släktet Columellia och familjen Columelliaceae. Inga underarter finns listade.